# Фредерик Соди
Фредерик Соди FRS (енгл. Frederick Soddy; Истборн, 2. септембар 1877 — Брајтон, 22. септембар 1956) био је енглески радиохемичар. Добио је Нобелову награду за хемију 1921. за истраживања радиоактивног распада и посебно за формулацију теорије изотопа. Он је са Ернестом Радефордом показао да је радиоактивност последица трансмутација елемената, за коју се сада зна да укључује нуклеарне реакције. Такође је доказао постојање изотопа одређених радиоактивних елемената. Године 1921, добио је Нобелову награду за хемију „за свој допринос нашем знању о хемији радиоактивних супстанци и његовим истраживањима порекла и природе изотопа“. Соди је био полимат који је савладао хемију, нуклеарну физику, статистичку механику, финансије и економију.

## Биографија
Соди је рођен у улици Болтон 6, Истборн, Енглеска, као син Бенџамина Содија, трговца кукурузом, и његове жене Хане Грин. Похађао је школу на Истборнском колеџу, пре него што је наставио да студира на Универзитетском колеџу Велса у Абериствиту и на Мертон колеџу у Оксфорду, где је дипломирао 1898. године са почастима прве класе из хемије. Он је био истраживач на Оксфорду од 1898. до 1900. године.

## Научна каријера
Године 1900, постао је демонстратор хемије на Универзитету Макгил у Монтреалу, Квебек, где је радио са Ернестом Радерфордом на радиоактивности. Он и Радерфорд су схватили да се аномално понашање радиоактивних елемената јављало зато што су се распадали на друге елементе. Овај распад је такође произвео алфа, бета и гама зрачење. Када је радиоактивност први пут откривена, нико није био сигуран шта је узрок. Био је потребан пажљив рад Содија и Радерфорда да би доказали да се атомска трансмутација заправо дешава.
Године 1903, са сер Вилијамом Ремзијем на Универзитетском колеџу у Лондону, Соди је показао да распад радијума производи гас хелијум. У експерименту је узорак радијума био затворен у стакленој посуди танких зидова смештеној унутар евакуисане стаклене сијалице. Након што се експеримент одвијао у току дужег временског периода, спектрална анализа садржаја некадашњег евакуисаног простора открила је присуство хелијума. Касније, 1907. године, Радерфорд и Томас Ројдс су показали да је хелијум прво настао као позитивно наелектрисана језгра хелијума (He2+) која су била идентична алфа честицама, које су могле да прођу кроз танки стаклени зид, али су биле задржане у окружујућем стакленом омотачу.
Од 1904. до 1914, Соди је био предавач на Универзитету у Глазгову. Рут Пирет је у то време радила као његов истраживачки асистент. У мају 1910. Соди је изабран за члана Краљевског друштва. Године 1914, постављен је за катедру на Универзитету у Абердину, где је радио на истраживањима везаним за Први светски рат.
Године 1913, Соди је показао да се атомски број атома помера ниже за два места при алфа емисији, и на више за једно место при бета емисији. Ово је објавио отприлике у исто време Казимирз Фајанс, и познато је као закон радиоактивног померања Фајанса и Содија, што је фундаментални корак ка разумевању односа међу породицама радиоактивних елемената. Године 1913, Соди је такође описао феномен у којем радиоактивни елемент може имати више од једне атомске масе иако су хемијска својства идентична. Он је овај концепт назвао изотопом што значи „исто место”. Реч му је првобитно предложила Маргарет Тод. Касније је Џ. Џ. Томсон показао да нерадиоактивни елементи такође могу имати више изотопа.
Радом који су Соди и његова истраживачка асистенткиња Ада Хичинс урадили у Глазгову и Абердину показано је да се уранијум распада у радијум.
Соди је објавио Тумачење радијума (1909) и Атомску трансмутацију (1953).
Године 1918, радећи са Џоном Арнолдом Кренстоном, најавио је откриће изотопа елемента касније названог протактинијум. Ово је било незнатно касније од открића тог елемента од стране Немаца Лисе Мејтнер и Ота Хана; међутим, каже се да је њихово откриће заправо направљено 1915. године, али је његово објављивање одложено због тога што су Кранстонове белешке биле закључане док је био у активној служби у Првом светском рату
Године 1919, прелази на Универзитет у Оксфорду као први др. Лијев професор хемије, где је у периоду до 1936. године реорганизовао лабораторије и наставни план и програм хемије. Добио је Нобелову награду за хемију 1921. за своја истраживања радиоактивног распада и посебно за формулацију теорије изотопа.
Његов рад и есеји који популаришу ново схватање радиоактивности били су главна инспирација за Х. Г. Велсов The World Set Free (1914), који приказује атомске бомбе бачене из двокрилаца у рату који се одвија много година у будућности. Велсов роман познат је и као Последњи рат и замишља миран свет који излази из хаоса. У књизи Богатство, виртуелно богатство и дуг Соди хвали The World Set Free. Такође наводи да радиоактивни процеси вероватно напајају звезде.

## Рад са Радерфордом
Рођен је у Истбурну у Енглеској. Студирао је на универзитету у Абериствиту и потом на Оксфорду. У Оксфорду је био истраживач од 1898. до 1900. године, а 1900. постао је демонстратор хемије на Макгиловом Универзитету у Монтреалу, где је заједно са Ернестом Радерфордом радио на проучавању радиоактивности. Он и Радерфорд дошли су до закључка да аномална понашања радиоактивних елемената настају зато што се они распадају на друге елементе. Током распада настајало је алфа, бета и гама зрачење. Када је радиоактивност први пут уочена, нико није знао њен прави узрок. Соди и Радерфорд су темељитим радом доказали да се код радиоактивности дешава трансформација једних елемената у друге.

## Распад уранијума, изотопи, алфа радиоактивност
Заједно са Вилијамом Ремзијем, Фредерик Соди је 1903. спектроскопском методом потврдио да се распадом радијума ствара и хелијум. Од 1904. до 1914. предавао је на Универзитету у Глазгову. Доказао је да се уранијум распада на радијум, те да један атомски елемент може имати различите атомске масе, иако му хемијска својства остају иста. То опажање довело је до концепта изотопа. Касније је демонстрирао да и елементи који нису радиоактивни могу имати много изотопа. Доказао је да након алфа емисије елемент има атомски број мањи за два, а да након бета емисије атомски број постаје већи за 1. Био је то фундаментални корак у разумевању односа група радиоактивних елемената. Тачније, алфа емисијом елемент се премешта два места унатраг, а бета емисијом једно место унапред у периодном систему елемената.

## Популаризација науке
Својим есејима популаризовао је радиоактивност. Постао је главна инспирација књижевнику попут Х. Џ. Велса, који је већ 1914. писао о атомским бомбама. У једном свом есеју Фредерик Соди је похвалио Х. Џ. Велса и нагласио је да је радиоактивност вероватно процес стварања енергије звезда.
Током Првог светског рата радио је на Универзитету у Абердину на истраживањима везаним за ратну индустрију. Године 1919. вратио се у Оксфорд. Добио је Нобелову награду за хемију 1921. године, за истраживања радиоактивног распада и посебно за формулацију теорије изотопа.